# Mitsubishi B1M
Mitsubishi B1M (Typ 13) – japoński, pokładowy samolot torpedowo-bombowy przeznaczony dla lotnictwa Japońskiej Cesarskiej Marynarki Wojennej. Wybudowany przez wytwórnie Mitsubishi na początku lat 20. XX wieku. Samolot cieszył się dobrą opinią wśród pilotów i stał się główną maszyną torpedowo-bombową lotnictwa pokładowego aż do początku lat 30.

## Historia
Całkowicie nieudana konstrukcja jaką był samolot Mitsubishi 1MT postawiła Japońską Cesarską Marynarkę Wojenną w trudnej sytuacji. Dysponując lotniskowcem „Hōshō” oraz udanymi i przyjętymi do służby pokładowymi myśliwcami i samolotami rozpoznawczymi, marynarka nie miała samolotu torpedowego. Było to o tyle istotne, że użycie broni torpedowej odgrywało znaczącą rolę w strategii walki z potencjalnym przeciwnikiem na Pacyfiku jakim była amerykańska US Navy. Chcąc nadrobić zaległości, marynarka japońska ponownie zwróciła się do wytwórni Mitsubishi z prośbą o opracowanie odpowiedniej konstrukcji. Za nowy projekt ponownie odpowiedzialny był współpracujący z wytwórnią angielski inżynier Herbert Smith, który wyciągnął wnioski z porażki samolotu 1MT i tym razem zaprojektował maszynę dwuosobową w klasycznym jeszcze wówczas układzie dwupłatowca. Gotowy prototyp do swojego pierwszego lotu wzniósł się w styczniu 1923 roku. Po próbach w locie maszyna została skierowana do produkcji seryjnej pod oznaczeniem Mitsubishi B1M1. Samolot nie miał imponujących osiągów, okazał się być jednak konstrukcją solidną, łatwą w pilotażu i eksploatacji i lubianą przez pilotów. Zdając sobie sprawę z niezadowalających marynarkę osiągów, już w połowie lat 20. rozpoczęto poszukiwania następcy B1M, jednak powstające prototypy nowych samolotów torpedowych nie wnosiły nowej jakości i radykalnej poprawy parametrów lotu. Dzięki temu B1M stał się podstawowym samolotem torpedowym marynarki aż do połowy lat 30. XX wieku. Maszyna była na tyle udaną konstrukcją, że nawet tradycyjnie niechętne marynarce lotnictwo armii lądowej przyjęło maszynę "konkurencyjnej" formacji na swoje uzbrojenie pod oznaczeniem Mitsubishi Typ 87. B1M operował z pokładów lotniskowców „Kaga” i „Hōshō”. Maszyny wspierały działania japońskiej armii podczas jej interwencji w Chinach.

## Konstrukcja
Mitsubishi B1M był zastrzałowym, dwupłatowcem o konstrukcji całkowicie drewnianej. Samolot w wersji B1M1 miał dwuosobową załogę, powiększoną do trzech członków w wersji B1M2. Samolot napędzany był rzędowym silnikiem Napier Lion lub licencyjnym Hispano-Suiza Typ Hi z dwułopatowym śmigłem. Skrzydła w celu ułatwienia hangarowania na pokładzie lotniskowca, składane. Podwozie stałem, zastrzałowe z płozą ogonową.

## Uzbrojenie
Samolot mógł przenosić pojedynczą torpedę kalibru 457 mm lub dwie bomby o masie 240 kg każda. Początkowo uzbrojenie strzeleckie stanowiły dwa ruchome karabiny maszynowe kalibru 7,7 mm obsługiwane przez tylnego strzelca. Począwszy od wersji B1M2 maszyny uzbrojono w dwa dodatkowe karabiny kalibru 7,7 mm zamontowane na stałe w kadłubie.

## Wersje
- B1M1 - dwuosobowy samolot wyposażony w silnik Napier Lion o mocy 450 KM.
- B1M2 - wersja trzyosobowa, powstała na bazie doświadczeń wyniesionych podczas eksploatacji samolotu na pokładzie lotniskowca. Napędzana mocniejszym silnikiem Hispano-Suiza Typ Hi.
- B1M3 - wersja ze skrzydłem o powiększonej rozpiętości i dłuższym kadłubem. Samolot po wycofaniu z eksploatacji maszyn rozpoznawczych Mitsubishi 2MR zaczął wypełniać również ich zadania.
- T-1.2 - cywilna wersja samolotu, przystosowana do przewozu dwóch lub trzech pasażerów.